# Xanthoperla gissarica
Xanthoperla gissarica is een steenvlieg uit de familie groene steenvliegen (Chloroperlidae). De wetenschappelijke naam van de soort is voor het eerst geldig gepubliceerd in 1971 door Zhiltzova & Zwick.